# Iranodon
Iranodon är ett släkte av groddjur som ingår i familjen vinkelsalamandrar. Arterna ingick tidigare i Paradactylodon som visade sig vara parafyletisk.
Dessa salamandrar förekommer i norra Iran.
Arter enligt Amphibian Species of the World:
- Iranodon gorganensis
- Iranodon persicus